# Paolo Antonio Foscarini
Paolo Antonio Foscarini (Montalto Uffugo, Calábria, ca. 1565 – 10 de junho de 1616) foi um padre e cientista carmelita, cujo livro sobre a mobilidade da terra foi condenado pela Inquisição Romana em 1616, juntamente com os escritos de Nicolau Copérnico.

## Formação
Estudou en Nápoles no convento Carmine Maggiore e foi professor de teologia em Messina, onde também lecionou filosofia. Foi nomeado prior do convento de Tropea, vigário provincial da ordem em Nápoles e, desde 1608, padre provincial da Calábria. Morreu em um convento carmelita que havia fundado em Montalto.

## Obras
Publicou um livro devocional, "Meditações, preces e exercícios diários", em 1611. Em 1613 publicou uma enciclopédia de sete volumes das artes liberais, física e metafísica.
Mas sua tentativa de publicar em 1615 uma "Carta de opinião sobre a opinião pitagórica e copernicana sobre a mobilidade da terra e a estabilidade do sol" foi mais controversa. A carta foi endereçada ao general dos carmelitas, Sebastiano Fantini. Nela, ele aborda as objeções bíblicas comuns ao sistema copernicano.
Isso chegou a Galileu quando sua própria "Carta a Castelli" estava sendo considerada pela Inquisição. Mas o cardeal Roberto Belarmino respondeu a Foscarini dizendo que ambos deveriam se limitar a tratar o sistema copernicano como pura hipótese e que supostas reconciliações com a Bíblia não eram permitidas. Posteriormente, o livro foi banido, ao contrário dos outros que foram apenas censurados.
Uma tradução para o inglês de Thomas Salusbury foi publicada em 1661.